# Hauben
Hauben (toponimo tedesco) è una frazione del comune svizzero di Oberdiessbach, nel Canton Berna (regione di Berna-Altipiano svizzero, circondario di Berna-Altipiano svizzero).

## Storia

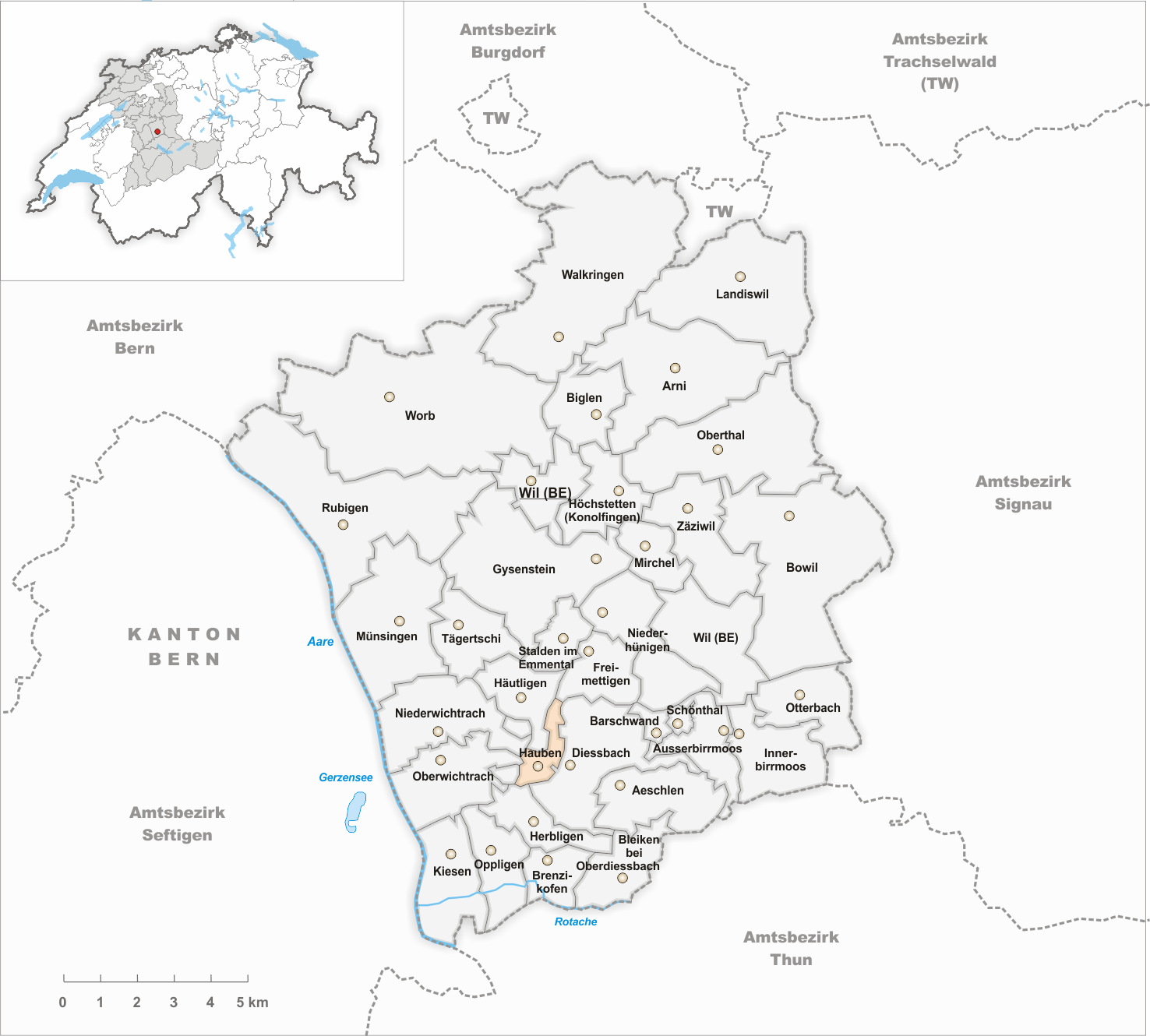
Il territorio del comune di Hauben prima degli accorpamenti comunali del 1887

Già comune autonomo istituito nel 1834 e appartenente al distretto di Konolfingen, nel 1887 è stato accorpato a Oberdiessbach.

## Società

### Evoluzione demografica
L'evoluzione demografica è riportata nella seguente tabella:
Abitanti censiti

## Amministrazione
Ogni famiglia originaria del luogo fa parte del cosiddetto comune patriziale e ha la responsabilità della manutenzione di ogni bene ricadente all'interno dei confini del comune.